# P. Sainath

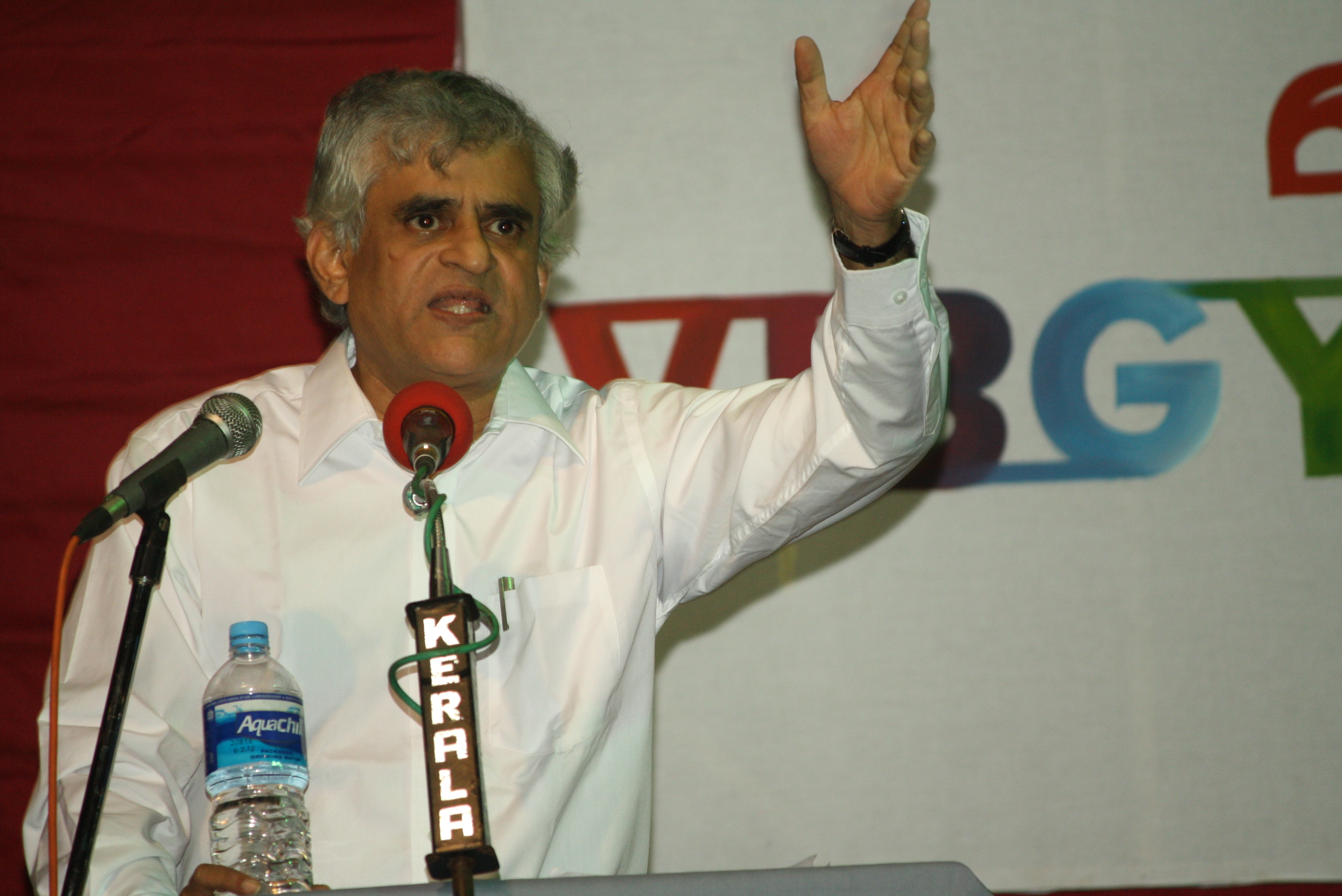
P. Sainath, 2012

P. Sainath (Palagummi Sainath; * 1957 in Madras) ist ein indischer Journalist.

## Leben
P. Sainath ist ein Enkel des Politikers V. V. Giri. Er bezeichnet sich selbst als Reporter und Fotojournalist mit den Schwerpunkten: soziale Probleme, ländliche Angelegenheiten, Armut und Auswirkungen der Globalisierung auf Indien. Der indische Wirtschaftswissenschaftler Amartya Sen nennt ihn einen der „weltweit wichtigsten Experten auf dem Gebiet der Hungersnöte und des Hungers“.
1993 begann Sainath mit den Recherchen zum Thema Armut. Zu Fuß und mit den unterschiedlichsten Transportmitteln gelangte er in die zehn ärmsten Distrikte Indiens. Dabei legte er gut 100.000 km in ganz Indien zurück, davon 5000 km zu Fuß. Seine Erfahrungen und Einsichten brachte er schließlich in seinem Buch „Everybody Loves a Good Drought“ zu Papier. Mehr als zwei Jahre lang blieb dieser Titel auf verschiedenen indischen Sachbuch-Bestsellerlisten auf Platz eins, bis er schließlich in die „Penguin India all-time best sellers“ aufgenommen wurde. Das Buch befindet sich nunmehr in der 31. Auflage. Eine Übersetzung ins Deutsche fand 2012 unter dem Titel: „Armut – ein gutes Geschäft. Reportagen aus Indien“ statt.
2014 gründete Sainath das People’s Archive of Rural India, kurz PARI, ein gemeinnütziges journalistisches Projekt, das es sich zum Ziel gesetzt hat über die Belange der indischen Landbevölkerung zu berichten, die seitens der indischen Medien sonst wenig oder gar keine Beachtung finden.

## Auszeichnungen
2007 bekam er den Ramon-Magsaysay-Preis verliehen. Diesen „asiatischen Friedensnobelpreis“ erhielt er in der Kategorie „Journalism, Literature, and the Creative Communication Arts“.
Des Weiteren erhielt er an die 40 nationale und internationale Journalismus Auszeichnungen und Stipendien in 30 Jahren. Darunter waren der renommierte Raja-Lakshmi Award der Sri Raja-Lakshmi Foundation, Chennai, 1993, der Lorenzo-Natali-Preis der Europäischen Kommission, 1994, eine Auszeichnung für seine Verdienste um die Menschenrechte im Jahr 2000 von Seiten von Amnesty International und 2009 wurde er von der Tageszeitung The Indian Express mit dem Ramnath Goenka Award als „Journalist des Jahres“ ausgezeichnet. Im Juni 2011 wurde P. Sainath von der University of Alberta die Ehrendoktorwürde zuteil.

## Dozenturen, Lehraufträge, internationale Zusammenarbeit
1984 war er Dozent an der University of Western Ontario und im Jahr 1988 Lehrbeauftragter an der Universität Moskau. 2008 hatte er eine Gastprofessor an der University of California, Berkeley an der Graduate School of Journalism inne. Er arbeitete zum Thema Globale Kommunikation sowohl mit der UNESCO (1990 und 1991) als auch mit der vom UNHCR gesponserten „World Information Campaign on Human Rights“ (1991) zusammen.

## Filme
- Neros Gäste (Indien, 2009, 52 min.) Regie: Deepa Bhatia

## Bücher
- Sainath, P. (1996) Everybody Loves a Good Drought: Stories from India’s Poorest Districts, Penguin Books, ISBN 0-14-025984-8
- Sainath, P. (2012) Armut – ein gutes Geschäft. Reportagen aus Indien. Draupadi-Verlag, ISBN 978-3-937603-69-8